# اچ‌دی ۵۰۴۹۹
اچ‌دی ۵۰۴۹۹ یک ستاره است که در صورت فلکی کشتی‌دم قرار دارد.